# 러시아 슈퍼컵

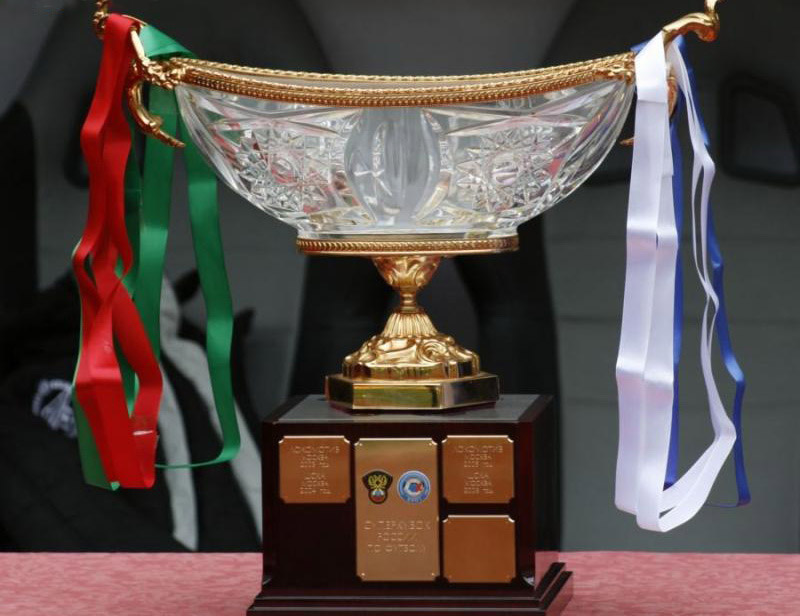

러시아 슈퍼컵(러시아어: Суперкубок России)은 러시아의 축구 대회로 단판제로 매년 열리는 경기이다. 여기에 참가하는 두 팀은 러시아 프리미어리그의 우승 팀과 러시아 컵의 우승 팀이다. 만약 프리미어리그와 컵 우승 팀이 동일팀이라면 러시아 프리미어리그의 준우승 팀이 참가한다. 경기는 시즌 시작전에 열리는데 보통 3월 초이다.
첫 대회는 2003년부터 시작되어 현재 여섯번의 우승 팀이 가려졌다.

## 결과
| 시즌 | 우승                                                            | 점수                       | 준우승                                                    | 경기장                     |
| ---- | --------------------------------------------------------------- | -------------------------- | --------------------------------------------------------- | -------------------------- |
| 2003 | FC 로코모티브 모스크바 러시아 프리미어리그 2002 우승 팀         | 1 - 1 연장전, 4–3 승부차기 | PFC CSKA 모스크바 러시아 컵 2001-02 우승 팀               | 모스크바 로코모티브 경기장 |
| 2004 | PFC CSKA 모스크바 러시아 프리미어리그 2003 우승 팀              | 3 - 1 연장전               | FC 스파르타크 모스크바 러시아 컵 2002-03 우승 팀          | 모스크바 로코모티브 경기장 |
| 2005 | FC 로코모티브 모스크바 러시아 프리미어리그 2004 우승 팀         | 1 - 0                      | FC 테레크 그로즈니 러시아 컵 2003-04 우승 팀              | 모스크바 로코모티브 경기장 |
| 2006 | PFC CSKA 모스크바 러시아 프리미어리그 2005 & 컵 2004-05 우승 팀 | 3 - 2                      | FC 스파르타크 모스크바 러시아 프리미어리그 2005 준우승    | 모스크바 루즈니키 스타디움 |
| 2007 | PFC CSKA 모스크바 러시아 프리미어리그 2006 & 컵 2005-06 우승 팀 | 4 - 2                      | FC 스파르타크 모스크바 러시아 프리미어리그 2006 준우승 팀 | 모스크바 루즈니키 스타디움 |
| 2008 | FC 제니트 상트페테르부르크 러시아 프리미어리그 2007 우승 팀     | 2 - 1                      | FC 로코모티브 모스크바 러시아 컵 2006-07 우승 팀          | 모스크바 루즈니키 스타디움 |

## 클럽별 우승 횟수
| 팀                      | 횟수 | 우승 연도        |
| ----------------------- | ---- | ---------------- |
| CSKA 모스크바           | 3    | 2004, 2006, 2007 |
| 로코모티브 모스크바     | 2    | 2003, 2005       |
| 제니트 상트페테르부르크 | 1    | 2008             |